# حرب النجوم: حرب المستنسخين (فلم)
حرب النجوم: حرب المستنسخين (بالإنجليزية: Star Wars: The Clone Wars) هو فيلم رسوم متحركة أمريكي من إخراج ديف فيلوني. شارك في الفيلم كل من مات لانتر، اشلي اكشتاين، جيمس آرنولد تايلور، توم كين ودي برادلي بيكر.

## وصلات خارجية
- مقالات تستعمل روابط فنية بلا صلة مع ويكي بيانات